# Брайсон, Скотт
Скотт Бра́йсон (англ. Scott Brison, род. 10 мая 1967, Уинсор, Новая Шотландия) — канадский политик, член Либеральной партии, с 1997 года член Парламента Канады, с 2004 по 2006 год министр общественных работ и правительственных служб в правительстве Пола Мартина, открытый гей, 18 августа 2007 года вступил в однополый брак с Максимом Сен-Пьером.
После победы Либеральной партии на выборах в октябре 2015 года стал главой казначейства Канады.

## Биография
Скотт Брайсон получил степень бакалавра в Университете Дэлхаузи. 
Брайсон вошёл в политику после федеральных выборов 1997 года. Он был избран в парламент от Прогрессивно-консервативной партии.
13 декабря 2003 года был назначен парламентским секретарём премьер-министра. На выборах 2004 года Брайсон был переизбран как член парламента, на этот раз от Либеральной партии. 20 июля 2004 года он вошёл в кабинет министров как министр общественных работ.
В январе 2019 года Брайсон объявил, что не будет баллотироваться на федеральных выборах 2019 года и, соответственно, уйдёт из кабинета министров. В феврале этого же года Брайсон заявил, что покидает своё место и в Палате общин. После этого Брайсон занял пост заместителя председателя Банка Монреаля по инвестициям и корпоративному банковскому делу.